# Jožef Pogačnik
Jožef Pogačnik (Kovor nad Tržičem, 28. rujna 1902. - Ljubljana, 25. ožujka 1980.) - slovenski katolički svećenik, ljubljanski nadbiskup i metropolit
Gimnaziju je završio 1922. Potom je studirao teologiju i filozofiju u Innsbrucku, gdje je 25. srpnja 1927. i zaređen za svećenika. Dvije godine kasnije stekao je doktorat iz teologije i filozofije. Bio je izvrstan duhovni pastir, propovjednik i ispovjednik, svećenik širokih obzora, pjesnik, kritičar i predavač. Od 1929. bio je kapelan u Kranju i predavao je vjeronauk na gimnaziji. Nakon tri godine dolazi za kapelana u ljubljansku biskupiju u Trnovo. Od 1935. do 1945. bio je profesor vjeronauka na Učiteljskom fakultetu. Početkom 1945. postaje kanonik, zatim arhiđakon, dijecezanski cenzor, referent za pastoralne konferencije i član crkvenog suda. U siječnju 1946. napadnut je i zatvoren do listopada 1950., ponovno 1952. i 1953/54.
Potkraj listopada 1950. imenovan je vicerektorom sjemeništa u Ljubljani, a 19. ožujka 1951. imenovan je biskupskim delegatom i predsjednikom crkvenog suda. Tako je ostalo sve do imenovanja Antona Vovka ljubljanskim biskupom 1959., kada je imenovan generalnim vikarom. Papa Ivan XXIII. imenovao ga je pomoćnim ljubljanskim biskupom 1963. godine. Nakon smrti nadbiskupa Antona Vovka, 12. srpnja iste godine imenovan je upraviteljem (apostolskim administratorom) Ljubljanske biskupije. Dana, 2. ožujka 1964. imenovan je ljubljanskim nadbiskupom, a 5. travnja 1964. postavljen je na tu dužnost.
Jožef Pogačnik je kao ljubljanski nadbiskup sudjelovao na prvoj redovitoj biskupskoj sinodi u Rimu 1967. godine. Redovito je pohađao zasjedanja Drugog vatikanskog sabora. Nastojao je Ljubljansku nadbiskupiju učiniti metropolijom, što mu je i uspjelo za vrijeme predsjedanja Biskupskom konferencijom Jugoslavije (1968.-'70.), čiji je formalno bio potpredsjednik. Ljubljansku crkvenu pokrajinu utemeljio je papa Pavao VI. 22. studenoga 1968., čime je Pogačnik postao i metropolitom. Ljubljana je tek 1977., nakon ponovne uspostave i uključivanja Koparske biskupije, zapravo postala Slovenska crkvena pokrajina, jer je obuhvaćala cijelo područje Slovenije. Formalno je umirovljen 23. veljače 1980., otprilike mjesec dana prije smrti, pa nije dočekao ni postavljenje ili posvećenje njegova nasljednika Alojzija Šuštara.